# Sabana de Mendoza
Sabbana de Mendoza – miasto w Wenezueli, w stanie Trujillo, siedziba gminy Sucre.
Według danych szacunkowych na rok 2011 liczyło 23 697 mieszkańców.